# Herb gminy Zgierz
Herb gminy Zgierz – jeden z symboli gminy Zgierz, ustanowiony 27 marca 1996.

## Wygląd i symbolika
Herb przedstawia na tarczy w polu błękitnym jednorożca srebrnego z grzywą, rogiem, kopytami i końcówką ogona złotymi, wyskakującego zza takiegoż konara dębowego o trzech liściach i dwóch żołędziach, umieszczonego pod trzema takimiż sześcioramiennymi gwiazdami. Jednorożec w heraldyce jest symbolem siły rycerskiej, a w sztuce wczesnego średniowiecza był symbolem Chrystusa lub jakiejś cnoty. Wariant herbu nawiązuje również bezpośrednio do herbu rodowego Bończa, którym posługiwał się  bł. Rafał Chyliński.